# Staffan Lindström
Staffan Lindström, född 1979, är en svensk före detta innebandyspelare i AIK Innebandy och Järfälla IBK, för vilka han nu är sportchef. Han är yngre bror till innebandyspelaren Joakim Lindström. Han har även vunnit flera SM-guld samt junior-guld.